# Zespół Schwartza-Barttera
Zespół Schwartza-Barttera, zespół nieprawidłowego wydzielania hormonu antydiuretycznego, zespół nieadekwatnego wydzielania wazopresyny, SIADH (od ang. syndrome of inappropriate antidiuretic hormone secretion) – choroba wywoływana nadmiernym uwalnianiem hormonu antydiuretycznego (wazopresyny) przez tylny płat przysadki mózgowej lub wydzielaniem ektopowym, objawiająca się hiponatremią i hipoosmolalnością płynów ustrojowych.

## Przyczyny
- uszkodzenie mózgu – urazy, guzy, operacje, zapalenia, wodogłowie, zanik starczy mózgu
- choroby płuc – infekcje (zapalenia płuc, gruźlica, ropień), astma, ostra niewydolność oddechowa, wentylacja mechaniczna
- nowotwory – rak płuca, rak przewodu pokarmowego, rak gruczołu krokowego, rakowiaki, chłoniaki, grasiczak
- prawokomorowa niewydolność serca
- leki: wazopresyna, chloropropamid, klofibrat[1], karbamazepina[1][2], indapamid[2], morfina[1].

## Mechanizm powstawania
Mechanizm powstawania zespołu Schwartza-Barttera jest złożony:
- Wazopresyna może być wytwarzana autonomicznie w przebiegu nowotworów złośliwych, ektopowo przez pewne guzy płuc, trzustki i dwunastnicy lub może dochodzić do uwalniania innych czynników antydiuretycznych.
- W chorobach nienowotworowych (np. choroby płuc) czynnikiem stymulującym wydzielanie wazopresyny jest hipoksja. Nadmiar wazopresyny wywołuje zwiększoną retencję wody, natomiast sód wydalany jest normalnie, wskutek czego dochodzi do powstania hiponatremii (zmniejszenie stężenia sodu), hipoosmolalności osocza i hiperosmolalności moczu.
- W urazach mózgu przy dużych zabiegach operacyjnych[2] występuje przerwanie dróg[3] hamujących wydzielanie wazopresyny.

## Objawy
- Niezależnie od przyczyn objawy mają charakter neurologiczny, a w zależności od stopnia i czasu trwania hipoosmolalności płynów ustrojowych nasilenie objawów może być bardzo różne (osłabienie reakcji na czynniki środowiskowe): ból głowy, apatia, nudności, wymioty, zmiany nastroju, nadmierna pobudliwość, zaburzenia świadomości, spadek napięcia mięśni, odruchów ścięgnistych.
- W ciężkich przypadkach skutkiem wzrostu ciśnienia śródczaszkowego i obrzęku mózgu – śpiączka, drgawki, śmierć (stężenie sodu w surowicy około 100 mmol/l jest zagraża życiu, gdyż może wystąpić hemoliza krwi[potrzebny przypis]).
- U chorych nie stwierdza się obrzęków (hiponatremia bez obrzęków) ani obniżonego ciśnienia tętniczego; charakterystyczna jest prawidłowa objętość krwi krążącej.

## Rozpoznanie i leczenie
Podstawą rozpoznania jest potwierdzenie hiponatremii z małą osmolalnością osocza i wydalania sodu z moczem powyżej 20 mmol/l, przy prawidłowej czynności nerek, nadnerczy i tarczycy. Stwierdzenie hipo- lub hiperwolemii (przewodnienia) uniemożliwia rozpoznanie.
Leczenie polega na usunięciu przyczyny choroby i ograniczeniu podawania płynów do 500–1000 ml/dobę oraz podaniu 3% roztworu chlorku sodowego. Stężenie sodu w surowicy zwiększa się powoli (1–2 mmol/l/h, lecz nie więcej niż 10 mmol/l/dobę). Gwałtowne zwiększenie stężenia sodu w surowicy grozi zespołem osmotycznej demielinizacji mostu, natomiast w celu natychmiastowej zmiany osmolalności osocza można stosować diuretyki pętlowe.